# Yasushi Nagao
Yasushi Nagao (長尾 靖, Nagao Yasushi), né le 20 mai 1930 et mort le 2 mai 2009, est un photographe japonais,  lauréat en 1961 du prix Pulitzer de la photographie de presse et du World Press Photo of the Year.

## Biographie
Yasushi Nagao est l'auteur de la photographie montrant l'étudiant d'extrême droite Otoya Yamaguchi assassinant au sabre Inejirō Asanuma, chef du parti socialiste japonais. À l'époque, Nagao est cameraman pour le Mainichi shinbun ; Hisatake Abo, rédacteur de Nagao l'envoie couvrir un débat au Hibiya Hall. Tandis que Yamaguchi conteste Asanuma, Nagao change sa focale de quinze à dix pieds.
Nagao remporte en 1961 pour cette photographie le Prix Pulitzer de photographie (il est le premier photographe non américain à recevoir ce prix,) et le World Press Photo of the Year. Ce deuxième prix permet Nagao de beaucoup voyager à l'étranger, ce qui est impossible pour la plupart des Japonais à l'époque.
Nagao quitte le journal en 1962 et devient photographe indépendant.
Yasushi Nagao est découvert effondré dans sa salle de bain, le 2 mai 2009, probablement mort de causes naturelles.

## Récompenses et distinctions
- 1961 : World Press Photo of the Year[5].